# کارل کرت
کارل کرت (انگلیسی: Carl Cort؛ زادهٔ ۱ نوامبر ۱۹۷۷) یک بازیکن فوتبال اهل بریتانیا است.
وی همچنین در تیم ملی فوتبال گویان بازی کرده است.